# Alexander Soifer
Alexander Soifer là một nhà toán học và cây viết toán học người Mỹ gốc Nga. Các tác phẩm của ông bao gồm hơn 400 bài báo và 13 cuốn sách.
Soifer nhận bằng tiến sĩ vào năm 1973.

## Sách tuyển chọn
- The Scholar and the State: In Search of Van der Waerden Springer, New York, 2015 (publisher: Birkhauser-Springer, Basel)
- Mathematics as Problem Solving Center for Excellence in Mathematical Education, Colorado Springs, 1987 Lưu trữ ngày 3 tháng 2 năm 2017 tại Wayback Machine
- How does one cut a triangle? Center for Excellence in Mathematical Education, Colorado Springs, 1990 Lưu trữ ngày 1 tháng 5 năm 2017 tại Wayback Machine
- Colorado Mathematical Olympiad: The First Ten Years and Further Explorations Center for Excellence in Mathematical Education, Colorado Springs, 1991 Lưu trữ ngày 4 tháng 3 năm 2016 tại Wayback Machine
- Geometric Etudes in Combinatorial Mathematics Center for Excellence in Mathematical Education, Colorado Springs, 1994 Lưu trữ ngày 27 tháng 5 năm 2016 tại Wayback Machine
- The Mathematical Coloring Book Springer, New York 2009: The Mathematical Coloring Book: Mathematics of Coloring and the Colorful Life of Its Creators, has been in the works for 18 years.
- Mathematics as Problem Solving 2nd ed. Springer, New York 2009
- How Does One Cut a Triangle? 2nd ed. Springer, New York 2009
- The Colorado Mathematical Olympiad and Further Explorations: From the Mountains of Colorado to the Peaks of Mathematics Springer, New York 2011
- The Colorado Mathematical Olympiad; The Third Decade and Further Explorations: From the Mountains of Colorado to the Peaks of Mathematics Springer, New York 2017
- Geometric Etudes in Combinatorial Mathematics 2nd ed. Springer, New York 2010
- Ramsey Theory: Yesterday, Today, and Tomorrow Birkhäuser-Springer 2011
- Life and Fate: In Search of Van der Waerden, appeared in November 2008 in Russian. This book is the report of a 12-year historical investigation into the life of the 20th-century algebraist Bartel Leendert van der Waerden, the author of Modern Algebra. The expanded English edition, The Scholar and the State: In Search of Van der Waerden, was published by Birkhäuser-Springer in 2017.

## Sách đang viết
- Problems of pgom Erdös, Springer, New York, to appear in 2019
- Memory in Flashback: A Mathematician’s Adventures on Both Sides of the Atlantic, Birkhäuser-Springer, Basel, to appear in 2019